# 小叶石梓
小叶石梓（学名：Gmelina delavayana）为马鞭草科石梓属下的一个种。

## 扩展阅读
- 維基物種上的相關：小叶石梓